# Reflexão difusa
Reflexão difusa é a reflexão de luz a partir de uma superfície de tal forma que um raio incidente se reflete em muitos ângulos em vez de em apenas um ângulo, tal como no caso de reflexão especular. Uma superfície difusa ideal iluminada refletindo terá igual luminosidade de todas as direções em torno da superfície ( vide sessão: Lei do cosseno de Lambert).
Uma superfície construída a partir de um pó não-absorvente, tais como gesso, ou a partir de fibras, tais como papel, ou a partir de um material policristalino tal como mármore branco, reflete a luz difusa com grande eficiência ( vide sessão: Objetos Coloridos). Muitos materiais comuns exibem uma mistura de reflexão especular e difusa ( vide sessão: A absorção e a reflexão da luz na natureza).

## História

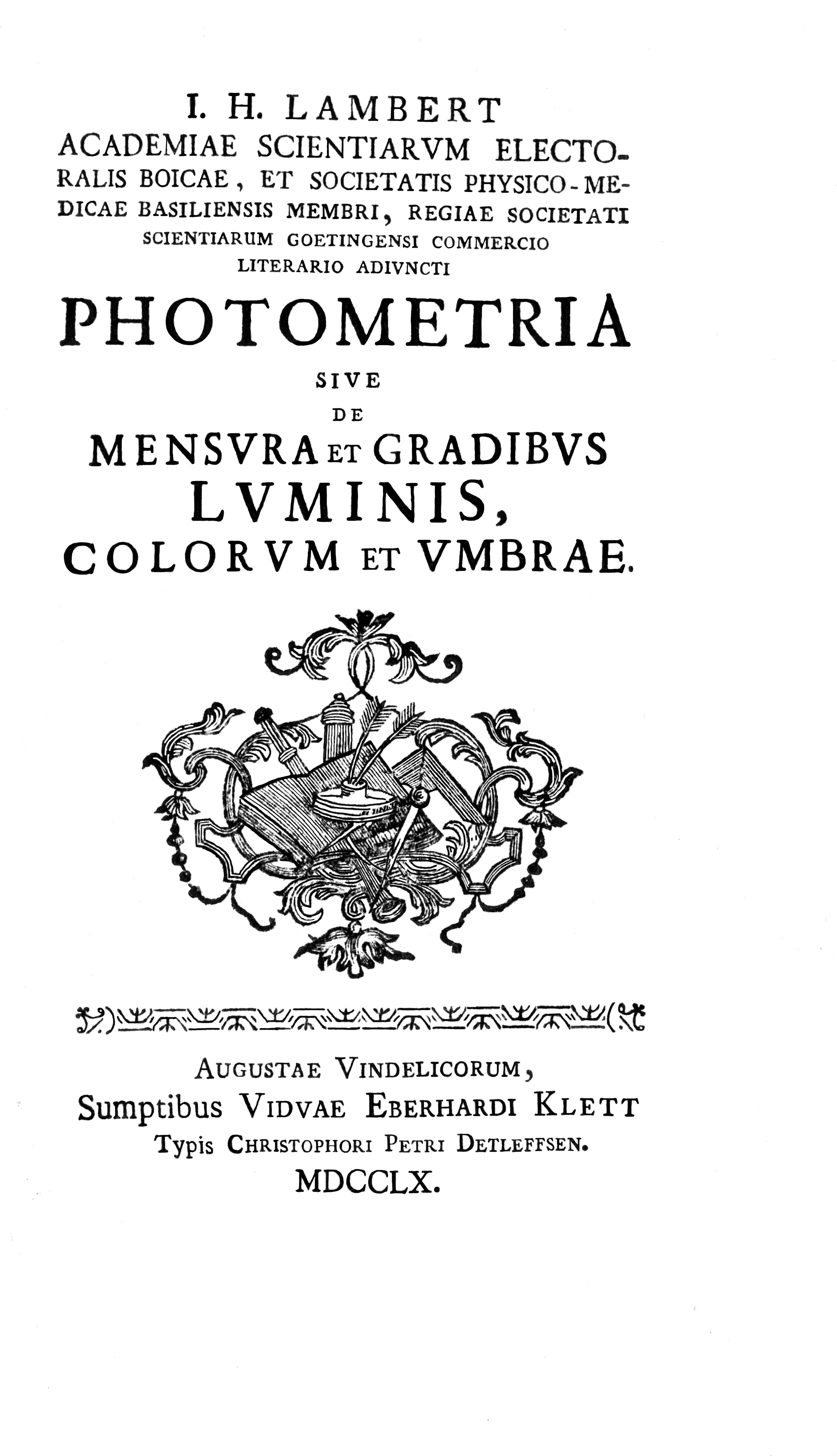
Figura 1: "Photometria" por J. H. Lambert

Pierre Bouguer, matemático, físico e hidrógrafo francês, foi um dos pioneiros no estudo de medidas fotométricas de luminância. Em 1760, havia apresentado sua obra Traité d' optique, que trazia seu modelo de refletividade em superfícies ásperas ou foscas. Bouguer analisou a refletividade dessas superfícies utilizando placas de prata foscadas (embranquecidas por ácido), gesso branco e papel. Na segunda parte de seu livro, Bouguer já tratava as superfícies lustrosas como se fossem compostas por minúsculos hemisférios perfeitamente polidos. 
A partir disto considerou-se que as superfícies foscas eram compostas de um número infinito de minúsculos planos refletores dispostos em ângulos diferentes e capazes de provocar graus diferentes de interferência com raios de luz (semelhante aos modelos simplificados de reflexão e microssombras hoje utilizados em computação gráfica). 
Na fotometria propriamente dita, não se considera que este tivesse sido um passo produtivo a longo prazo, mas como conceitualização, seguramente, teve a vantagem de estabelecer uma estrutura firme para a relação entre os fatos físicos das superfícies materiais refletoras e os fenômenos experimentados por um observador localizado. Era uma descrição matemática de uma observação meticulosa, e não uma teoria matematicamente formulada.
Johann Heinrich Lambert, com o impeto de matematizar esta problemática, e a partir de uma base experimental mais flexível do que a de Bouguer, cria sua obra "Photometria" (1760), na qual descreve a superfície difusora lambertiana e termina o livro com uma seção sobre sombra e penumbra.

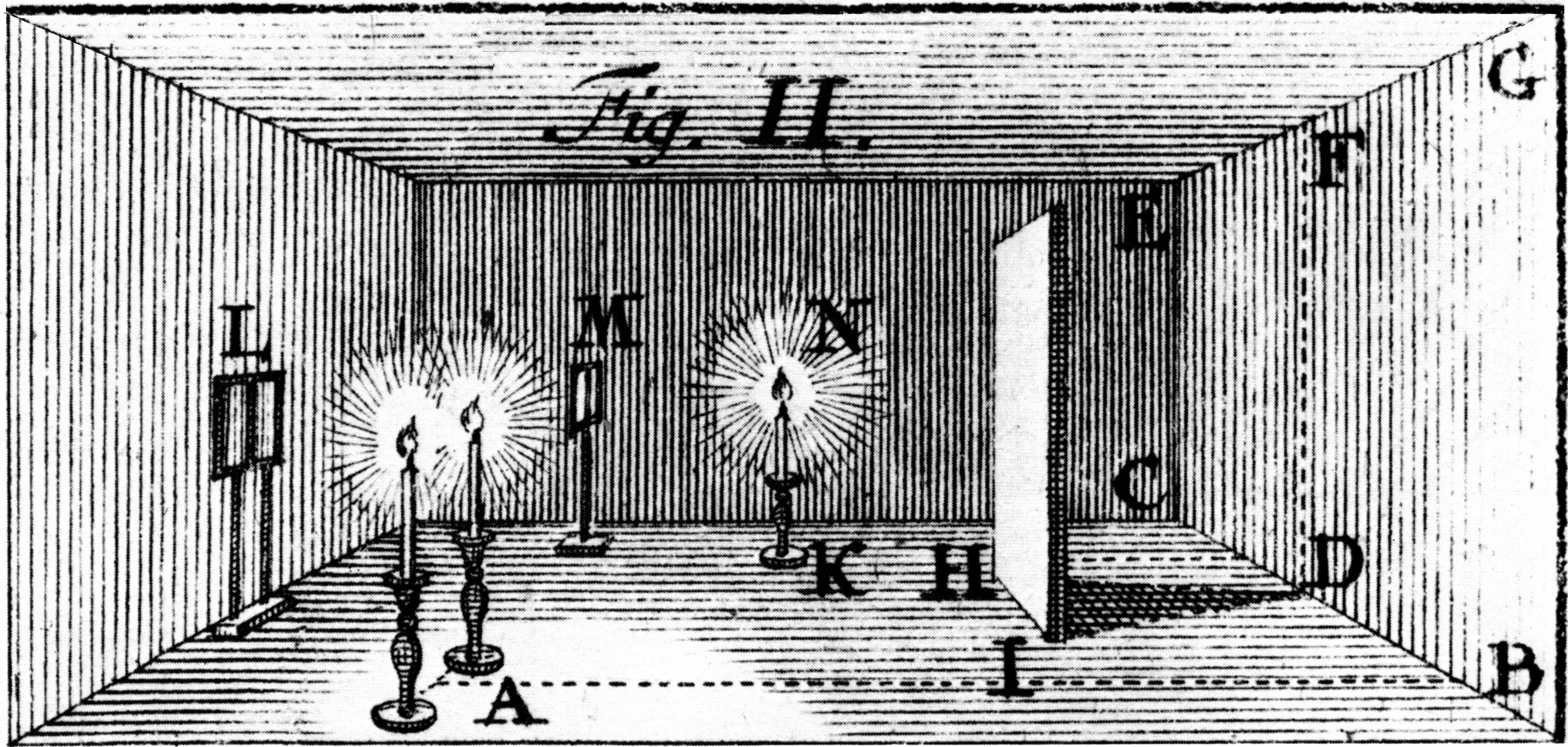
Figura 2: Um exemplo de fotometria visual do livro "Photometria". A tela vertical produz o campo EFDC iluminado pela vela única e pelo campo adjacente GFDB iluminado por duas velas. As distâncias da vela são alteradas até que o brilho em ambos os lados do FD seja o mesmo. A energia iluminante relativa pode então ser determinada a partir das distâncias da vela.

### Photometria
Escrito em latim, o título do livro é uma palavra concebida a partir do grego: φῶς, φωτς (phters transliterado) = luz e μετρια (metria transliterada) = medida.  Este foi o primeiro trabalho a identificar com precisão os conceitos fotométricos mais fundamentais, montá-los em um sistema coerente de quantidades fotométricas, definir essas quantidades com uma precisão suficiente para a afirmação matemática e construir a partir delas um sistema de princípios fotométricos. Esses conceitos, quantidades e princípios continuam em uso até os dias atuais.
- A iluminação varia inversamente como o quadrado da distância de uma fonte pontual de luz;
- A iluminação em uma superfície varia conforme o cosseno do ângulo de incidência medido a partir da superfície perpendicular; e
- A luz decai exponencialmente em um meio absorvente.

### Lei do cosseno de Lambert
A lei do cosseno de Lambert ou lei de emissão de Lambert, diz que a intensidade radiante ou intensidade luminosa observada a partir de uma superfície refletora ideal ou de um radiador difuso ideal é diretamente proporcional ao cosseno do ângulo θ entre a direção da luz incidente e a superfície normal . Uma superfície que obedece à lei de Lambert é dita "Lambertiana". Essa superfície tem o mesmo brilho quando visto de qualquer ângulo. 
Para uma superfície lambertiana, a distribuição luminosa é definida por uma lei que relaciona a intensidade luminosa e a intensidade máxima na direção normal. Assim, quando a suposição lambertiana é válida, podemos calcular o fluxo luminoso total , {\displaystyle F_{tot}}, a partir do pico da intensidade luminosa , {\displaystyle I_{max}}, integrando a lei do cosseno:
{\displaystyle F_{tot}=\int \limits _{0}^{\pi /2}\,\int \limits _{0}^{2\pi }\cos(\theta )I_{max}\,\sin(\theta )\,\operatorname {d} \phi \,\operatorname {d} \theta \qquad =2\pi \cdot I_{max}\int \limits _{0}^{\pi /2}\cos(\theta )\sin(\theta )\,\operatorname {d} \theta {\displaystyle \qquad =2\pi \cdot I_{max}\int \limits _{0}^{\pi /2}{\frac {\sin(2\theta )}{2}}\,\operatorname {d} \theta }}

### Lei de Beer-Lambert

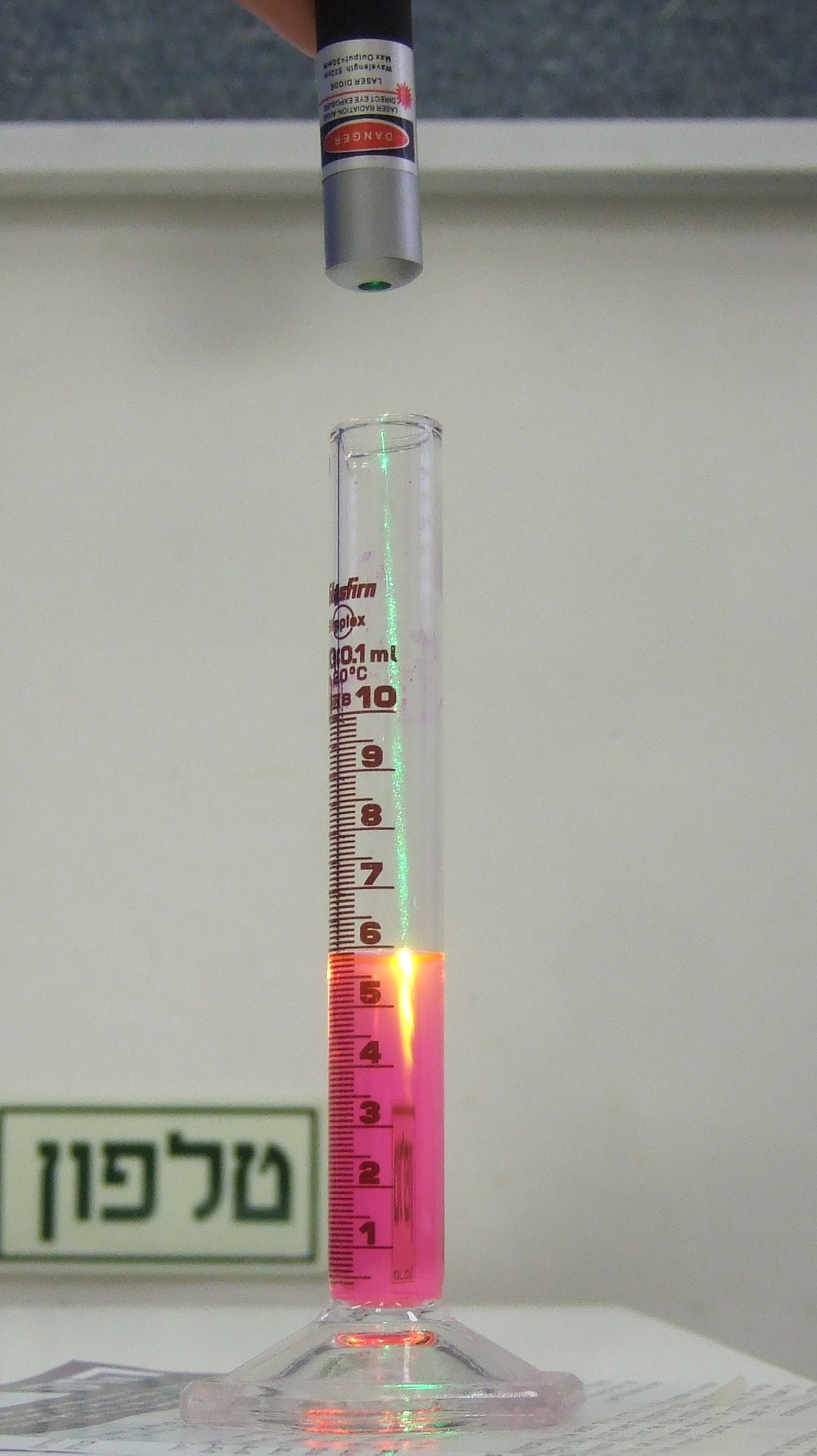
Figura 3:Uma demonstração da lei Beer-Lambert: A luz de um laser verde em uma solução de Rhodamine 6B. O poder radiante do feixe torna-se mais fraco à medida que passa pela solução

A lei de Beer-Lambert, também conhecida como lei de Beer-Lambert- Bouguer, refere-se a atenuação da luz sobre as propriedades do material no qual a luz viaja. A lei é comumente aplicada às medidas de análise química e utilizada na compreensão da atenuação da física óptica, para fótons, nêutrons ou gases rarefeitos. Na física matemática, esta lei surge como uma solução da equação BGK (operador de colisão usado na equação de transporte de Boltzmann e no método Boltzmann de Lattice, uma técnica de fluidodinâmica computacional).
Lambert em seu livro "Photometria" afirmou que a absorvância de uma amostra de material é diretamente proporcional à sua espessura. Muito mais tarde, August Beer, em 1852, descobriu outra relação de atenuação. A lei de Beer afrimava que a absorção é proporcional às concentrações das espécies atenuantes na amostra de material. A derivação moderna da lei de Beer-Lambert combina as duas leis e correlaciona a absorvância tanto com as concentrações das espécies atenuantes quanto com a espessura da amostra de material. 

### Sombra
Boa parte do que Lambert trata em suas páginas a respeito da sombra se refere a ciografia. Ele nos fornece um método simplificado para pintar uma sombra provocada pela chama de uma vela, ou seja, uma fonte pontual de luz, a partir de três orientações (de trás do plano pictórico, defronte e paralelo a ele). 
Quando acrescentou notas a uma nova impressão da edição alemã de La Perspective affranchie, em 1774, Lambert incluiu uma nota que abordava questões ainda mais complexas a respeito da sombra. Empenhava-se em enfatizar a fértil relatividade das sombras sob luz refletida com intensidades e ângulos de iluminação diferentes, e termina com um exemplo sobre a penumbra. "A penumbra em torno de uma sombra lançada por um objeto pode ser tão brilhante quanto uma superfície iluminada desse objeto, se essa superfície estiver recebendo luz de um ângulo acentuadamente oblíquo". 

## Estrutura

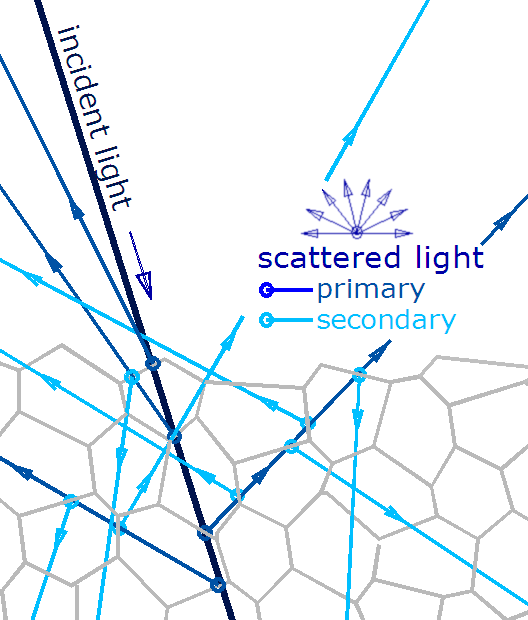
Figura 4: Dispersão abaixo da superfície

Figura 5: Reflexão difusa

A reflexão difusa dos sólidos não se deve somente à rugosidade da superfície. Uma superfície plana é realmente necessária para a reflexão especular, mas não evita a reflexão difusa. Um pedaço de mármore branco altamente polido permanece branco; nenhuma quantidade de polimento irá transformá-lo em um espelho. O polimento produz reflexão especular, mas ainda assim uma parte da luz continua a se refletir de forma difusa.
O mecanismo mais geral na emissão da reflexão difusa não envolve somente a superfície, a maior parte da luz é contribuída por centros de dispersão abaixo da superfície, como ilustrado na Figura 4. Se alguém imaginasse que a figura representa a neve e que os polígonos são seus cristalitos de gelo (transparentes), um raio parcialmente refletido entra pelo primeiro cristalino, é novamente refletido pela interface com o segundo cristalino então invade o terceiro, e assim por diante, gerando uma série de raios dispersos "primários" em direções aleatórias, que, por sua vez, através do mesmo mecanismo, geram um grande número de raios dispersos "secundários", que geram raios "terciários”, e assim por diante. Todos esses raios atravessam os cristais de neve, que não absorvem a luz, até chegar à superfície e sair em direções aleatórias. O resultado é que a luz que foi enviada é retornada em todas as direções, de modo que a neve é branca apesar de ser feita de material transparente (cristais de gelo).
Em geral, a interface entre as partículas pequenas que constituem muitos materiais é irregular em uma escala comparável ao comprimento de onda da luz, de modo que a luz difusa é gerada em cada interface, em vez de um único raio refletido.
Este mecanismo é denominado “geral”, pois quase todos os materiais comuns são feitos de partículas, ou “pequenas coisas” mantidas juntas. Os materiais minerais são geralmente policristalinos, e pode-se descrevê-los como um mosaico 3D de cristais defeituosos, pequenos e irregulares. Os materiais orgânicos são geralmente compostos de fibras ou células, com membranas e estrutura interna complexa, em cada interface há homogeneidade e imperfeição, podendo desviar, refletir ou espalhar luz.
Alguns poucos materiais não causam reflexão difusa, entre estes estão os metais, que não permitem a entrada de luz; gases, líquidos, vidros e plásticos transparentes (que possuem uma estrutura microscópica amorfa semelhante a um líquido); monocristalinos, como algumas gema ou um cristal de sal; e alguns materiais muito especiais, como os tecidos que formam a córnea. No entanto, esses materiais, ainda assim, são capazes de refletir luz difusa, caso sua superfície esteja microscopicamente áspera, como em um vidro de geada (Figura 5) ou em uma estrutura homogênea que se deteriora, como em patologias visuais.

### Reflexão difusa e especular
Praticamente todos os materiais podem emitir reflexão especular, desde que sua superfície possa ser polida para eliminar irregularidades comparáveis ao comprimento de onda da luz (uma fração micrômetro). Alguns materiais, como os líquidos, não possuem as subdivisões internas que o mecanismo de dispersão subterrâneo descrito acima utiliza, entretanto, entre os materiais comuns, apenas os metais polidos podem refletir luz especular com grande eficiência (o material refletivo dos espelhos geralmente é alumínio ou prata). Todos os outros materiais comuns, mesmo quando perfeitamente polidos, geralmente não dão mais do que alguns reflexos especulares, exceto em casos particulares, como a reflexão interna total de um prisma de vidro, ou quando estruturado em certas configurações complexas, como a pele prateada de algumas espécies de peixes.
A reflexão difusa de materiais brancos, por outro lado, pode ser altamente eficiente ao devolver toda a luz que recebe, devido ao resumo das muitas reflexões subterrâneas.

## Objetos coloridos
Até este ponto, objetos brancos que não absorvem a luz, foram discutidos, porém o esquema acima também continua válido no caso de materiais absorventes. Os raios difusos perderão alguns comprimentos de onda durante a caminhada no material e aparecerão com cor.
A difusão afeta a cor dos objetos de forma substancial porque determina o caminho médio da luz no material e, portanto, em que medida os vários comprimentos de onda são absorvidos. A tinta vermelha parece preta quando fica na sua garrafa. Sua cor vívida só é percebida quando colocada em um material de dispersão (por exemplo, papel). Isto é assim porque o caminho da luz através das fibras de papel (e através da tinta) é apenas uma fração de milímetro do comprimento de onda da luz. No entanto, a luz da garrafa atravessou vários centímetros de tinta e foi fortemente absorvida, mesmo em seus comprimentos de onda vermelhos.
Quando um objeto colorido possui reflexão difusa e especular, geralmente apenas o componente difuso é colorido. Uma cereja reflete luz vermelha difusa, absorve todas as outras cores e tem uma reflexão especular que é essencialmente branca (se a luz incidente for luz branca). Isso é comum porque, exceto nos metais, a refletividade da maioria dos materiais depende do seu índice de refração, que varia pouco com o comprimento de onda (embora seja essa variação que provoca a dispersão cromática em um prisma), de modo que todas as cores sejam refletidas quase com a mesma intensidade.

### Importância para a visão
Olhando para o ambiente circundante, a grande maioria dos objetos visíveis é observada principalmente pela reflexão difusa de sua superfície. Isto é válido, com poucas exceções como: vidros, líquidos reflexivos e objetos que emitem luz. 
Ao ar livre este tipo de reflexão é extremamente comum, com talvez a exceção de um fluxo de água transparente ou das cores iridescentes de um besouro. Além disso, a Dispersão de Rayleigh, é responsável pela cor azul do céu e a Dispersão de Mie pela cor branca das gotículas de água das chuvas.

## Absorção e reflexão da luz na natureza
A pele humana pode ser descrita em duas camadas semi-homogêneas, a derme externa e a derme interna (epiderme e hipoderme). Acredita-se que ambas as camadas tenham o mesmo índice de refração, porém densidades diferentes e distribuições aleatória de absorção e espelhamento de luz. 
A epiderme consiste essencialmente em partículas de tecido com tamanhos aleatórios e partículas pigmentadoras embutidas contendo melanina. As partículas pigmentadoras agem tão forte como absorventes de luz, que dependente do comprimento de onda, causam mudanças significativas na coloração da pele.
A derme interna, ou hipoderme, é descrita  como sendo uma composição de tecido fracamente absorvente e fortemente dispersante, pois seu material e o sangue circulante neste meio, dispersam a luz isotrópica.
Assim como na pele humana, as folhas também são compostas de várias camadas de células. A primeira camada, ou cuticular cerosa é, em grande parte, responsável pela reflexão especular da luz. Abaixo das células epidérmicas superiores, há uma série de longas células  parêquimas paliçádicas, que são altamente absorventes devido ao grande número de cloroplastos contido nelas. Já os parênquimos lacunosos, contéem ar, o que eleva consideravelmente o espalhamento da luz. As células vegetais como um todo são elevadas em teor de água, de modo que o índice de refração de uma folha é aproximadamente igual à da água -1,33. 
Ou seja, todo componente natural reflete, absorve ou refrata luz de alguma forma, independente de suas propriedades físicas. Não raramente esses objetos, ou corpos, realizam todos estes fenômenos em conjunto, grande parte da imagem que assimilamos é resultado da mescla de todos estes fenômenos.

## Inter-reflexão
A inter-reflexão difusa é um processo pelo qual a luz refletida a partir de um objeto atinge outros objetos na área circundante, iluminando-os. A inter-reflexão difusa descreve especificamente a luz refletida a partir de objetos que não são brilhantes ou especulares. Na vida real, isso significa que a luz se reflete em superfícies não brilhantes, como o solo, as paredes ou o tecido para alcançar áreas que não estão diretamente em vista de uma fonte de luz. Se a superfície difusa é colorida, a luz refletida também é colorida, resultando em coloração semelhante de objetos circundantes.
Em gráficos computacionais 3D, a inter-reflexão difusa é um componente importante da iluminação global. Há várias maneiras de modelar a inter-reflexão difusa ao renderizar uma cena. Radiosidade e mapeamento de fotões são dois métodos comumente usados.